# 聖なる犯罪者
『聖なる犯罪者』（せいなるはんざいしゃ、原題：Boże Ciało、英題：Corpus Cristi）は、2019年のポーランド・フランスのドラマ映画。監督はヤン・コマサ、脚本はマテウシュ・パツェヴィチュ、出演はバルトシュ・ビィエレニアとエリーザ・リチェムブルなど。ポーランドで実際に起きた事件をもとに、少年院で信仰心に目覚め、仮釈放された20歳の青年が司祭だと嘘をついたことから聖職者として第二の人生を歩み始めるさまを描いたサスペンスドラマ。
第76回ヴェネツィア国際映画祭のヴェニス・デイズ部門でプレミア上映された、この他に第44回トロント国際映画祭のコンテンポラリー・ワールド・シネマ部門でも上映された。ヴェニス・デイズでヨーロッパ・シネマ・レーベル賞とエディポ・レ・インクルージョン賞を獲得した。第92回アカデミー賞国際長編映画賞にはポーランド代表作として出品され、ノミネートを果たしたが受賞は逃した。
日本語字幕は小山美穂。

## ストーリー
ダニエルは、第二級殺人の罪で少年院に収監されている間に信仰心に目覚めるが、犯罪歴があるため、神職には就けなかった。仮出所で、ある村の製材所で働くことになったダニエルは、真っ先に村の教会を訪れ、そこで出会ったマルタに、勢いで神父だと見栄を張った。ところが、この教会の司祭は病気療養のため留守にする予定で、ダニエルは代理の司祭と思い込まれ、そのまま教会に住み込むことになってしまった。
スマホで手順を調べつつ、神父の仕事を楽しくこなして行くダニエル。村の教区民は「トマシュ神父」ことダニエルの風変わりな儀式と説法――彼が説法壇で行った殺人犯であるという自白さえも――好意的に受け入れていった。しかし、村には、数か月前に起きた悲惨な交通事故が暗い影を落としていた。6人の若者が乗る車が対向車と衝突し、双方の乗員7人が亡くなったのだ。村人たちは、対向車を運転し死亡した中年男スワヴェクの飲酒運転が原因だと決め付け、スワヴェクの遺灰を他の犠牲者とともに村の墓地に埋葬することを拒んでいた。
スワヴェクの未亡人の家を訪ねるダニエル。未亡人は、夫が酒を断っていたこと。埋葬を望むことをダニエルに訴えた。しかし、彼女の元には憎しみのこもった多くの脅迫状が届いていた。
マルタの兄も事故で亡くなっていた。だが、スワヴェクの埋葬に賛成するマルタ。実は彼女だけは、兄の遺品のスマホの映像から、若者たちこそ飲酒運転だったことを知っていたのだ。ダニエルとマルタは、脅迫状を村人たちに突きつけて反省を促し、ダニエル一人でもスワヴェクの埋葬を行うと発表した、その晩、母親から家を追い出されたマルタは、ダニエルと一夜を共にした。
埋葬式が行われるなか、村人の多くが憎しみを捨て、弔問に訪れた。だが、続く葬儀ミサの前に、少年院でダニエルを導いた本物のトマシュ神父が村に現れた。トマシュ神父は、村の新しい司祭代理が偽物であるという密告を受け取っていたのだ。すぐに荷物をまとめるよう命じられるダニエル。しかし、ダニエルは、トマシュが目を離した隙に窓からこっそり抜け出し、教会での「別れのミサ」に向かった。ミサが始まろうとするそのとき、ダニエルは司祭服を脱ぎ、参列者の前で身体に入ったタトゥーを晒し、そして教会から走り去った。
ダニエルは、彼が殺害した男の兄、ボーヌスが受刑者として収容されている少年院へと、再び送られた。二人は、他の受刑者たちの前で血まみれの喧嘩を繰り広げるが、勝ったのはダニエルの方だった。火事になった建物の前で、他の受刑者たちが無言で見守る中、ダニエルは、血走った固い表情のまま、少年院から立ち去って行くのだった。

## キャスト
※括弧内は日本語吹き替え版
- ダニエル: バルトシュ・ビィエレニア（ポーランド語版） - 少年院を仮出所したばかりの青年。（寺島拓篤[16]）
- リディア: アレクサンドラ・コニェチュナ（英語版） - 町の教会の会堂司。（浅井晴美[16]）
- マルタ: エリーザ・リチェムブル（英語版） - リディアの娘。（伊瀬茉莉也[16]）
- バルケビッチ: レシェク・リホタ（英語版） - 町長。
- トマシュ神父: ウカシュ・シムラト（英語版） - ダニエルを信仰に目覚めさせた神父。
- ピンチェル: トマシュ・ジェンテク（英語版） - ダニエルと同じ少年院から仮出所した青年。（水野駿太郎[16]）
- エヴァ: バーバラ・クルザイ（英語版） - 未亡人。交通事故を起こして亡くなった運転手、スワヴェクの妻。
- ヴォイチェフ・ゴウォンプ司祭: ズジスワフ・ワルディン（ポーランド語版） - 町の教会の高齢の司祭。アルコール依存症。

## 製作
『聖なる犯罪者』の脚本はクリストフ・ラクの協力の下でマテウシュ・パツェヴィチュが執筆したが、監督のヤン・コマサはそれを読んだ後、ストーリー、特にダニエルのキャラクターを掘り下げる必要があると感じ、「問題を抱えた背景」が追加された。コマサはまた登場人物たちにトラウマを引き起こした自動車事故は2010年にポーランドの大統領や高官たちを含む96名が死亡したスモレンスク航空事故の象徴であると述べた。撮影は「厳然として、彩度の低い」フィルターを通して行われた。
ある男性がこの映画は物語が自身の実体験に基づいておりながら、製作者たちが一切連絡しなかったと主張した。製作側はその男性の人生には基づいておらず、聖職における様々な不正行為の事例に基づいていると反論した。パツェヴィチュは偽司祭事件はポーランドでは頻繁に起こっており、数ヶ月ごとに新事件が発生していると述べた。
撮影のほとんどはポーランド南東部のヤシリスカで行われた。場面の1つはタバショバロジノフスキエ湖のはしけで行われた。また、ポーランドでは教会内の撮影が禁止されていることから、教会のシーンの撮影は全てチェコで行われた。

## 評価

### 批評家の反応
レビュー収集サイトのRotten Tomatoesでは99件のレビューで支持率は98%、平均点は8/10、批評家の一致した見解は「バルトシュ・ビィエレニアの印象的な演技に率いられ、『聖なる犯罪者』は信仰と贖罪の問題を思慮深く、かつ魅力的に考察している。」となった。『バラエティ』のピーター・デブルージは自身にとってソープオペラの思えるプロットポイントがいくつかあるにもかかわらず、この映画が「見事」で「静かに破壊的」であると評した。RogerEbert.comのクリスティ・レミールは「ビィエレニアは説得力に欠かない」と評した上で、「これは重層と矛盾に満ちた複雑なキャラクターである」と述べた。『ワシントン・ポスト』のアン・ホーナデイは映画を「心に染み入るような、精神的に同調したドラマ」と呼んだ上で「ビィエレニアは呪われた禁欲主義を完璧に体現している」と評し、さらに「コマサの慎重なフレーミングと照明は、ある瞬間には無邪気に見え、次の瞬間には凶暴に見える」と述べた。ポーランドの雑誌『ポリティカ』のヤヌシュ・ヴルブレフスキーはこの映画を古典的な西部劇映画よりもサスペンスに満ちていると評し、ポーランドの過去の複雑さを克服する方法を賞賛した。

### 受賞とノミネート
| 映画祭・賞       | 部門                     | 候補                                                                   | 結果       |
| ---------------- | ------------------------ | ---------------------------------------------------------------------- | ---------- |
| アカデミー賞     | 国際長編映画賞           | 『聖なる犯罪者』                                                       | ノミネート |
| ポーランド映画賞 | 作品賞                   | ヤン・コマサ、レゼク・ボザック、アネタ・セブラ＝ヒッキンボサム         | 受賞       |
| ポーランド映画賞 | 監督賞                   | ヤン・コマサ                                                           | 受賞       |
| ポーランド映画賞 | 主演男優賞               | バルトシュ・ビィエレニア                                               | 受賞       |
| ポーランド映画賞 | 主演女優賞               | アレクサンドラ・コニェチュナ                                           | 受賞       |
| ポーランド映画賞 | 助演男優賞               | ウカシュ・シムラト                                                     | 受賞       |
| ポーランド映画賞 | 助演男優賞               | トマシュ・ジェンテク                                                   | ノミネート |
| ポーランド映画賞 | 助演女優賞               | エリーザ・リチェムブル                                                 | 受賞       |
| ポーランド映画賞 | 脚本賞                   | マテウシュ・パツェヴィチュ                                             | 受賞       |
| ポーランド映画賞 | 撮影賞                   | ピョートル・ソボチンスキー・Jr                                         | 受賞       |
| ポーランド映画賞 | 編集賞                   | プシェミスワフ・クルスチェレウスキー                                   | 受賞       |
| ポーランド映画賞 | 音楽賞                   | サーシャ・ガルペリン                                                   | ノミネート |
| ポーランド映画賞 | プロダクションデザイン賞 | マレク・ザヴィェルハ                                                   | ノミネート |
| ポーランド映画賞 | 音響賞                   | トマシュ・ヴィツォレク、カクペル・ハビシアック、マルシン・カシンスキー | ノミネート |
| ポーランド映画賞 | 衣裳デザイン賞           | ドロタ・ロケプロ                                                       | ノミネート |
| ポーランド映画賞 | ディスカバリー賞         | マテウシュ・パツェヴィチュ                                             | 受賞       |
| ポーランド映画賞 | 観客賞                   | ヤン・コマサ                                                           | 受賞       |